# Reimersgrün
Reimersgrün ist ein Ortsteil der Gemeinde  Limbach im sächsischen Vogtlandkreis. Er wurde am 1. Januar 1994 eingemeindet.

## Geografie

### Lage
Reimersgrün ist der westlichste Ortsteil der Gemeinde Limbach. Er liegt im Osten des Naturraumes Vogtland im sächsischen Teil des historischen Vogtlands. Der durch den Ort fließende Forellenbach (Ruppertsgrüner Bach) entwässert in die Weiße Elster. Südöstlich des Orts befindet sich der Diabas-Steinbruch Reimersgrün.

### Nachbarorte
| Coschütz mit Rückisch | Brockau                                     | Foschenroda |
| Losa mit Wipplas      | Kompassrose, die auf Nachbargemeinden zeigt | Limbach     |
|                       | Christgrün                                  |             |

## Geschichte
Reimersgrün wurde im Jahr 1230 als „Ramarsgrune“ erwähnt. Die Grundherrschaft über den Ort lag im 16. Jahrhundert beim Rittergut Thürnhof. Dieses wiederum gehörte zur Herrschaft Elsterberg, die als Folge des Vogtländischen Krieges von 1354–1357 von den Lobdeburgern unter die Lehenshoheit der Wettiner kam und im 16. Jahrhundert in das Amt Plauen eingegliedert wurde.
Reimersgrün gehörte bis 1856 zum kursächsischen bzw. königlich-sächsischen Amt Plauen. 1856 wurde der Ort dem Gerichtsamt Elsterberg und 1875 der Amtshauptmannschaft Plauen angegliedert. Durch die zweite Kreisreform in der DDR kam die Gemeinde Reimersgrün im Jahr 1952 zum Kreis Reichenbach im Bezirk Chemnitz (1953 in Bezirk Karl-Marx-Stadt umbenannt), der ab 1990 als sächsischer  Landkreis Reichenbach fortgeführt wurde und 1996 im Vogtlandkreis aufging. Am 1. Januar 1994 wurde Reimersgrün in die Gemeinde Limbach eingemeindet.

## Öffentlicher Nahverkehr
Reimersgrün ist über die zweistündliche TaktBus-Linie 84 des Verkehrsverbunds Vogtland mit Reichenbach, Netzschkau und Elsterberg verbunden. Diese Linie nimmt am Rendezvous-Knoten auf dem Postplatz in Reichenbach teil.